# Alexander Rybak
Alexander Igoryevich Rybak (Tiếng Nga: Алекса́ндр И́горевич Рыба́к, tiếng Belarus: Аляксандр І́гаравіч Рыбак), sinh ngày 13 tháng 5 năm 1986 ở Minsk, Belarus) là một nhạc công violon, ca sĩ, nhà soạn nhạc và diễn viên người Na Uy gốc Belarus. Rybak đại diện cho Na Uy trong cuộc thi Eurovision Song Contest 2009 tại Moskva, Nga. Rybak chiến thắng trong cuộc thi này với 387 điểm, số điểm cao nhất trong lịch sử Eurovision tính đến nay với "Fairytale", một bài hát do chính anh sáng tác và đặt lời. "Fairytale" là một trong những ca khúc trong album đầu tay của Rybak Fairytales. Rybak đại diện cho Na Uy trong Eurovision Song Contest 2009 tại Moskva, Liên bang Nga. Ca khúc "Fairytale" đạt đến vị trí 1# tại Na Uy, Thụy Điển, Phần Lan, Hy Lạp, Đan Mạch, Bỉ, Latvia, Iceland và Belarus. Ca khúc cũng leo lên vị trí 10# tại UK Singles Chart, thứ 2# tại Irish Singles Chart. Album đầu tay Fairytales đạt đến vị trí 1 ở Na Uy và Nga.

## Tiểu sử
Rybak sinh ngày 13 tháng 5, 1986 ở Minsk, Belarus. Năm 4 tuổi, anh và gia đình chuyển đến sinh sống ở Na Uy. Rybak được rửa tội và theo đạo Chính Thống giáo. Năm tuổi, anh bắt đầu học chơi dương cầm và vĩ cầm. Mẹ anh là Natalia Valentinovna Rybak, một nghệ sĩ dương cầm cổ điển .Cha anh là Igor Alexandrovich Rybak, một nghệ sĩ vĩ cầm cổ điển nổi tiếng. Cả hai đều là người Belarus. Rybak đã có thể tự mua cho mình một căn hộ và hiện đang sống ở khu Aker Brygge (Oslo, Na Uy). Anh nói lưu loát tiếng Na Uy, tiếng Nga, tiếng Thụy Điển, tiếng Anh , tiếng Belarus và biểu diễn các ca khúc bằng cả năm ngôn ngữ này. Hiện tại anh đang sống ở Los Angeles, Mỹ.

## Học vấn
Rybak bắt đầu theo học nhạc chuyên nghiệp từ năm 10 tuổi tại Học viện âm nhạc Barratt Due ở Oslo, Na Uy. Sau chiến thắng tại Eurovision Song Contest 2009, anh tạm thời hoãn chương trình học bậc cử nhân của mình. Năm 2011, anh tiếp tục việc học của mình và tốt nghiệp bậc cử nhân chuyên ngành biểu diễn violon tại học viện âm nhạc Barratt Due vào tháng 6 năm 2012.
- Học bổng toàn phần cho khóa học mùa hè tại "Meadowmount School of Music" (Mỹ) năm 2003 - học bổng được trao cho 3 học sinh trên toàn thế giới mỗi năm
- Trung học tại trường Rud Music, Dance and Drama (Na Uy)
- Cử nhân chuyên ngành biểu diễn violon tại học viện âm nhạc Barratt Due, 2012. Tốt nghiệp loại ưu (đạt điểm A trong buổi diễn thi tốt nghiệp)
- Tốt nghiệp bằng thạc sĩ chuyên ngành nhạc phim tại trường Cao đẳng Columbia Chicago.[7]

## Sự nghiệp
Năm 2004, Rybak nhận giải thưởng văn hóa Anders Jahre. Năm 2005, anh tham gia dự thi phiên bản Na Uy của chương trình truyền hình Idol và dừng ở vòng bán kết. Năm 2006, Rybak chiến thắng cuộc thi Kjempesjansen (tạm dịch "Cơ hội lớn") - một chương trình tìm kiếm tài năng do Hiệp hội phát thanh truyền hình Na Uy (NRK) tổ chức - với bài hát "Foolin'" do chính anh sáng tác. Anh đã từng hợp tác với một số nghệ sĩ như Morten Harket - thành viên chính của nhóm nhạc A-ha - cũng như nghệ sĩ violon Arve Tellefsen. Năm 2007, anh giữ vai người kéo đàn vĩ cầm trong vở nhạc kịch "Fiddler on the Roof" của nhà hát Oslo Nye Teater và nhận được giải thưởng Hedda Award cho vai diễn này.

### Eurovision 2009

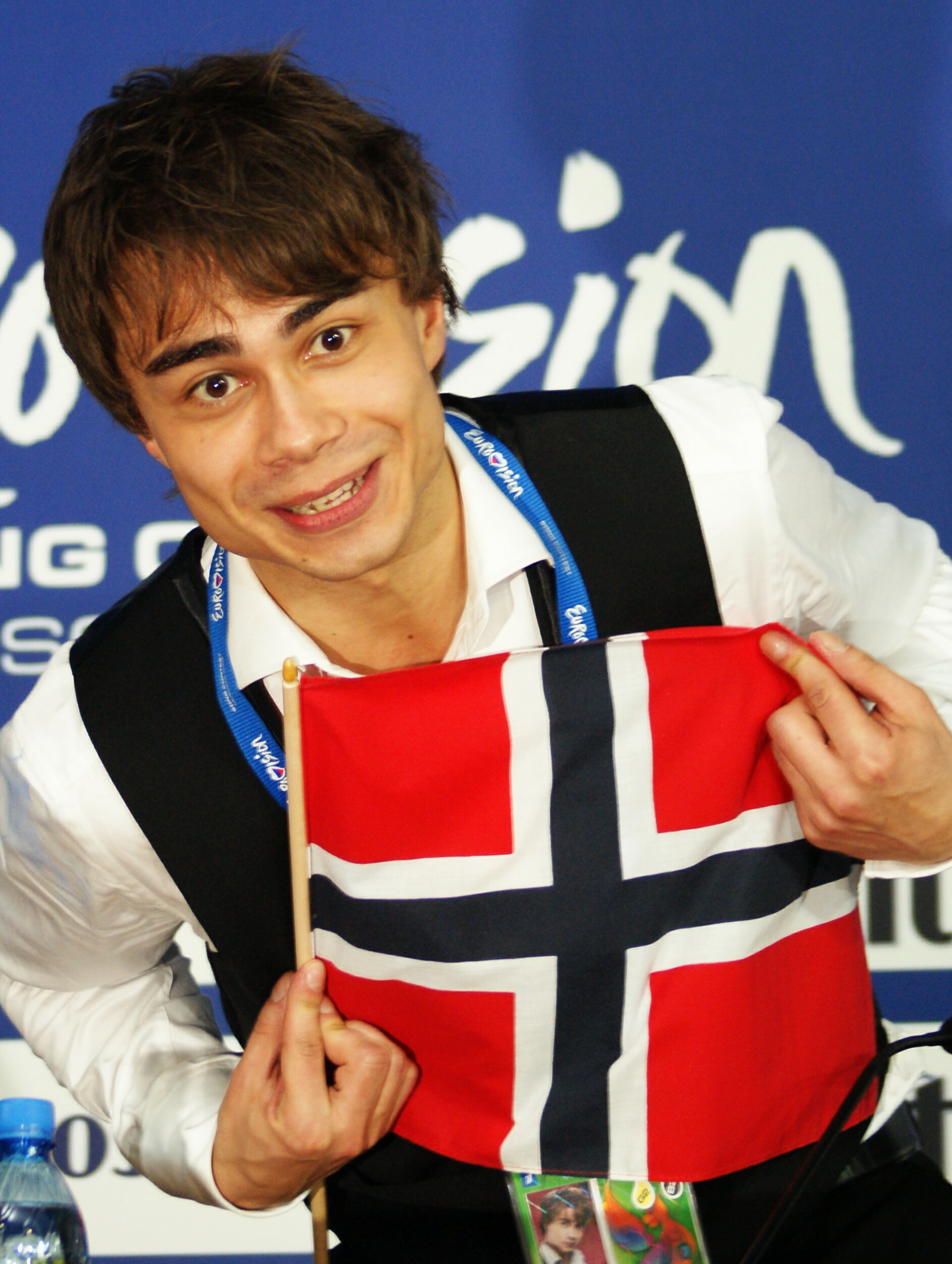
Rybak sau chiến thắng tại Eurovision 2009

Rybak chiến thắng cuộc thi Eurovision Song Contest lần thứ 54 tại Moskva, Nga với số điểm kỉ lục 387 bằng bài hát "Fairytale", một bài hát được lấy cảm hứng từ âm nhạc dân gian Na Uy. Bài hát do chính Rybak sáng tác và được biểu diễn cùng nhóm nhảy dân vũ Frikar. Bài hát nhận được nhiều phản hồi tích cực và được tạp chí Dagbladet của Na Uy đánh giá 6/6 điểm. Trong khảo sát của website "ESCtoday", anh được bình chọn bởi 73.3% khán giả. Fairytale trở thành bài hát yêu thích và được lọt vào vòng chung kết.
Trong vòng loại ở Na Uy, Rybak nhận được sự bình chọn cao nhất từ tất cả chín khu vực, đạt được số lượng bình chọn tổng hợp là 747.888, trong khi ở vị trí thứ hai, Tone Damli Aabergdat đạt được 121,856 lượt bình chọn (trên tổng dân số là 5 triệu)
Bài hát dự thi trong vòng bán kết thứ 2 và dành một vị trí trong vòng chung kết Eurovision.
Rybak sau đó giành chiến thắng huy hoàng tại Eurovision, nhận được bình chọn từ tất cả các nước tham gia (trừ Na Uy không được phép bình chọn cho quốc gia mình). Anh chiến thắng với số điểm 387, phá kỉ lục 292 điểm của Lordi ở Eurovision 2006 và hơn 169 điểm so với bài hát đạt hạng nhì (Iceland).

### Sau Eurovision, đóng phim và album đầu tay

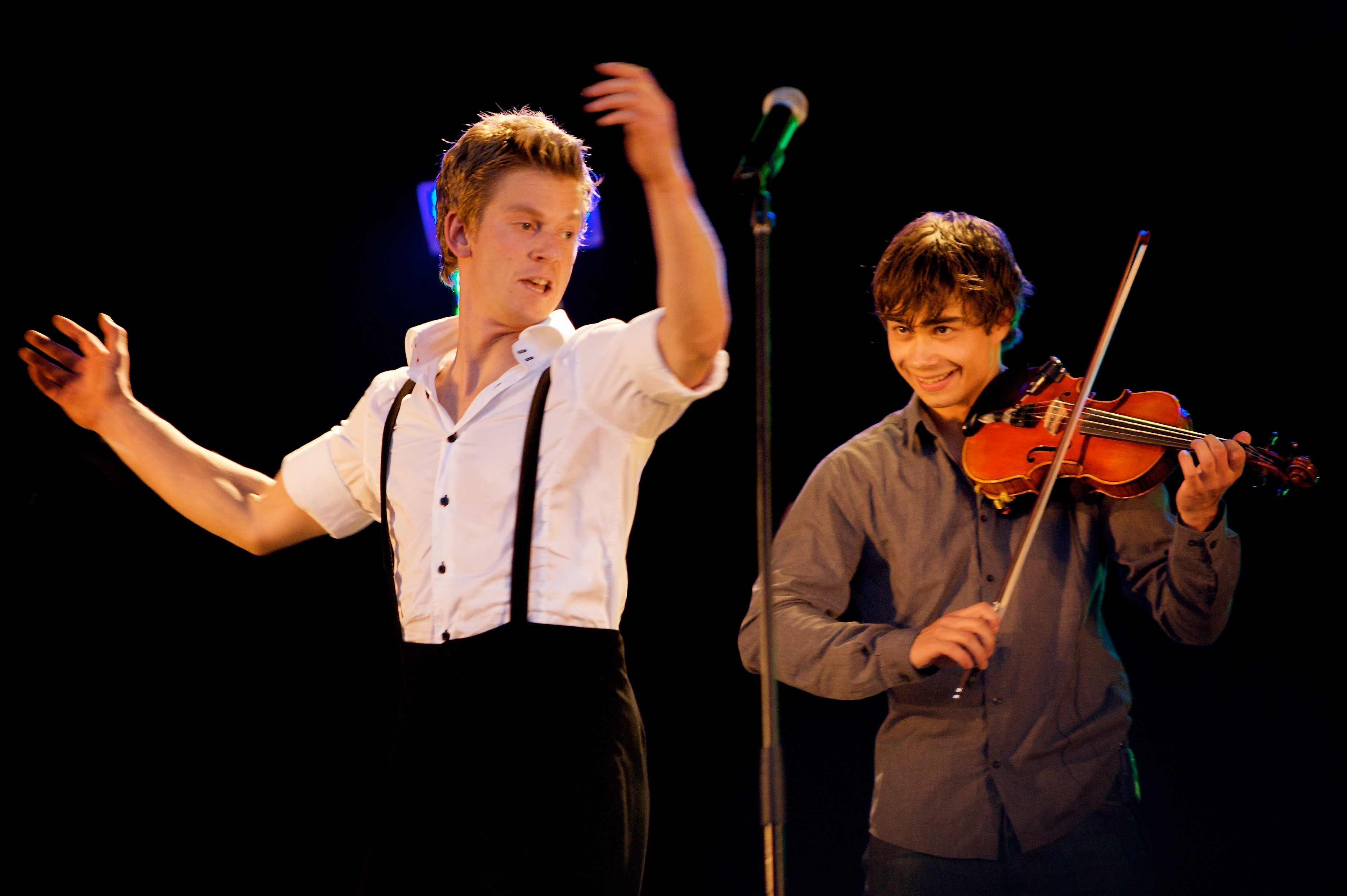
Rybak và vũ công của Frikar tại một buổi diễn ở Na Uy, tháng 9 năm 2009

Album đầu tiên của Rybak mang tên Fairytales được phát hành sau chiến thắng của anh tại Eurovision. Trong khoảng thời gian này anh cũng nhận một vai trong bộ phim Yohan - Cậu bé lang thang của đạo diễn Grete Salomonsen. Bộ phim được công chiếu vào tháng 3 năm 2010. Anh cũng tổ chức tour diễn cùng với cựu quán quân Eurovision người Na Uy Elisabeth Andreassen như đã lên kế hoạch từ trước khi anh tham gia Eurovision. Rybak và nhóm nhảy dân vũ Frikar cũng tổ chức tour diễn khắp châu Âu và Na Uy trong năm 2009. Vào tháng 12 năm 2009, anh biểu diễn bài hit Fairytale của mình trong buổi trao giải Nobel Hòa bình, là một trong 9 phần biểu diễn của buổi lễ, được tổ chức tại nhà hát Oslo Spektrum, Na Uy. Cũng trong thời điểm đó, EMI Na Uy phát hành phim tài liệu mang tên "Fairytale - The Movie" của đạo diễn người Na Uy Rune Langlo, kể về cuộc hành trình của Alexander Rybak kể từ khi chiến thắng tại Eurovision 2009.
Cũng trong năm 2009, Rybak thu ca khúc "I Don't Believe in Miracles/Superhero" - ca khúc chủ đề của một bộ phim Nga mang tên Tia chớp đen

### 2010–2011

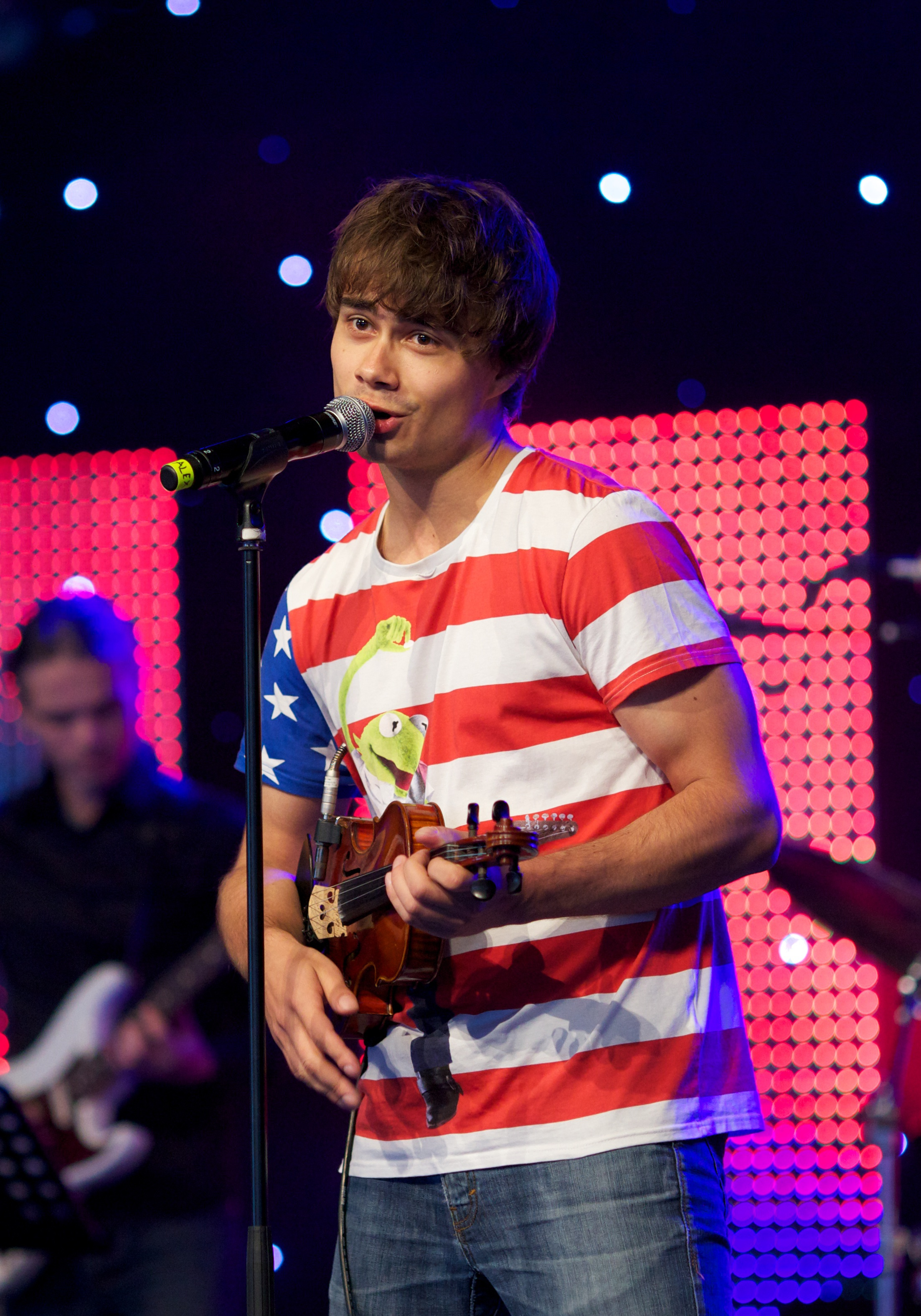
Rybak trong một buổi diễn năm 2011

Ngày 30 tháng 1 năm 2010, Rybak biểu diễn bài hát mới "Europe's Skies" của mình tại đêm chung kết quốc gia lựa chọn đại diện cho Phần Lan tham gia  Eurovision Song Contest 2010. Ngày 12 tháng 3, anh biểu diễn bài hit Fairytale của mình trong chương trình "Eurovision: Your Country Needs You" ở Anh. Tháng 4 năm 2010, anh phát hành bài hát mang tên "Fela Igjen" với sự tham gia của nhóm rap Opptur. Rybak phát hành album thứ hai của anh mang tên "No Boundaries" vào ngày 14 tháng 6 năm 2010. Album này không thành công bằng album đầu tay của anh. Nó đứng thứ 7 trong bảng xếp hạng của Na Uy, thứ 8 tại Thụy Điển và thứ 32 tại Phần Lan. Tháng 7 năm 2011, Rybak là một trong 12 thí sinh tham dự chương trình truyền hình "Let's Dance" (phiên bản Thụy Điển của "Strictly Come Dancing" - như Bước nhảy hoàn vũ ở Việt Nam) Anh dừng cuộc chơi ở Top 4 và bị loại vào ngày 11 tháng 3 do nhận được số lượng bình chọn thấp nhất từ cả phía khán giả và ban giám khảo. Năm 2011, Rybak phát hành album thứ 3 mang tên "Visa vid vindens ängar", hợp tác với Mats Paulson, người mà anh mô tả là "một huyền thoại và một người bạn tuyệt vời".
Ngày 11 tháng 12 năm 2011, anh là khách mời của chương trình X Factor ở România.

### 2012–2013
Năm 2012 Rybak phát hành MV cho bài hát tiếng Nga mang tên "Strela Amura". Đây là phiên bản tiếng Nga của ca khúc "Oah" đã được anh phát hành dưới dạng đĩa đơn vào năm 2010. MV được quay ở Kiev, Ukraina. Alexander chia sẻ: "Đối với tôi điều quan trọng nhất là những gì diễn ra bên trong chúng ta chứ không phải những sự kiện xung quanh. Video của ca khúc "Strela Amura" miêu tả chính bản thân tôi, cuộc sống của tôi, cái luôn bao gồm sân bay và khách sạn. Bạn đem đến hạnh phúc cho người khác nhưng cuối cùng lại bị bỏ lại một mình."
Ngày 30 tháng 5 năm 2012, Rybak phát hành ca khúc "I'll show you", song ca với ca sĩ người România Paula Seling. - ca sĩ với ca khúc đứng hạng 3 tại Eurovision 2010.
Ngày 12 tháng 10 năm 2012, Rybak phát hành đĩa đơn mới trên toàn thế giới mang tên "Leave Me Alone". MV cho ca khúc này được ra mắt sau đó vào ngày 23 tháng 10. Phiên bản tiếng Nga của bài hát mang tên "Dostala" cũng được phát hành không lâu sau, vào ngày 12 tháng 11. "Leave Me Alone" là ca khúc nói về một fan hâm mộ nữ đã đeo bám Rybak suốt nhiều năm liền bằng nhiều cách khác nhau. Bài hát được Rybak và David Eriksen (người soạn nhạc cho ca khúc "Butterflies" của Tone Damli Aabergdat) đồng sáng tác.
Album thứ tư của anh - một album Giáng Sinh - mang tên "Christmas Tales" được phát hành vào ngày 23 tháng 11 năm 2012. Album này đã được bắt đầu thu từ mùa xuân năm 2012.
Năm 2013, Rybak sáng tác ca khúc mang tên "I'm with you" tham dự "Melodi Grand Prix". (cuộc thi lựa chọn bài hát đại diện cho Na Uy tham gia Eurovision) Bài hát được Annsofi Pettersen trình bày và đứng thứ 4 trong đêm chung kết.
Tháng 10 năm 2013, Rybak cho ra mắt một MV mới mang tên "5 to 7 years" như là một món quà dành tặng cho hơn 600.000 fan của anh trên Facebook.

### 2014–2015

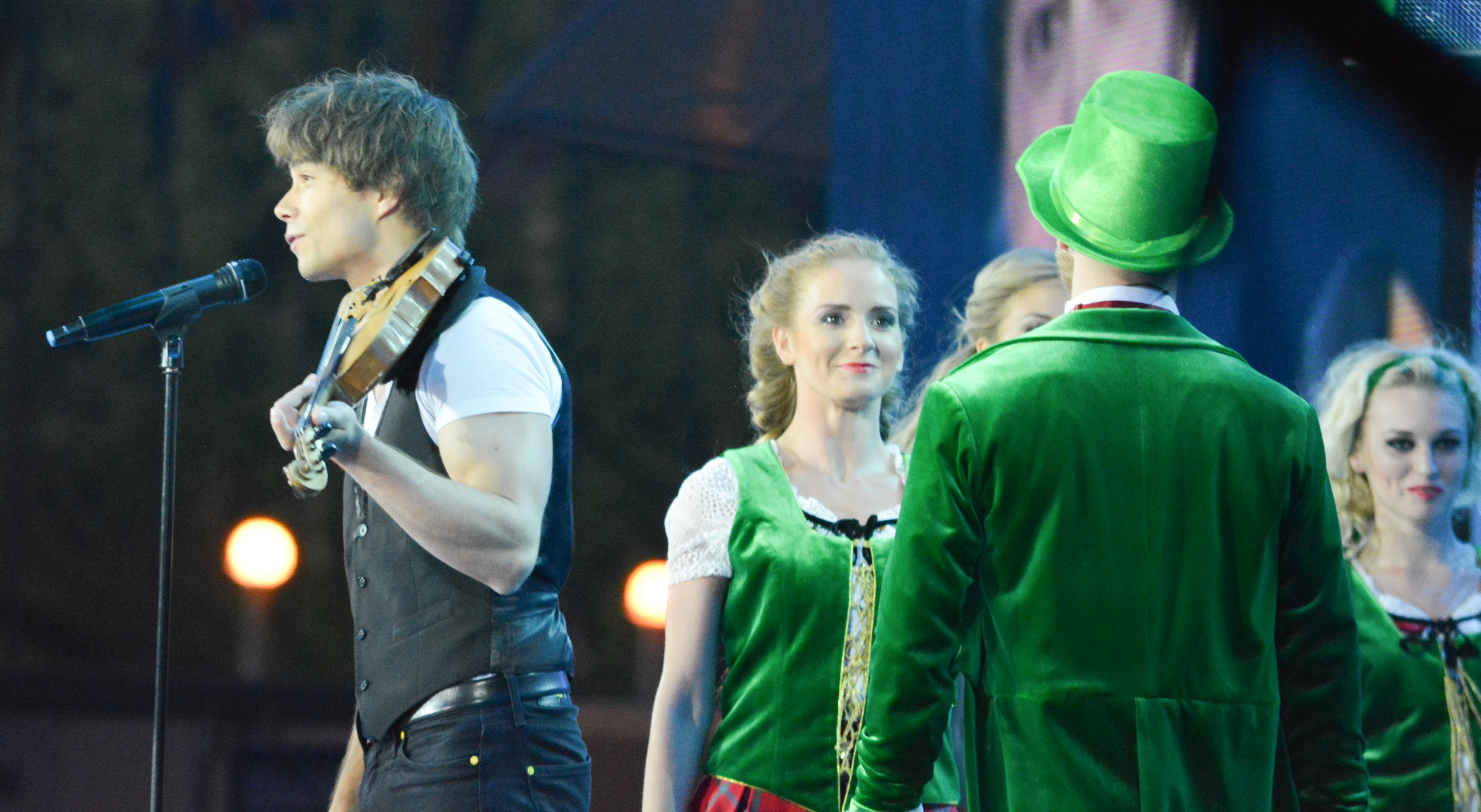
Rybak biểu diễn trực tiếp "Into a Fantasy" trong buổi khai mạc Slavianski Bazaar ở Vitebsk, Belarus năm 2014.

Năm 2014, Rybak sáng tác và trình diễn một ca khúc cho "How to train your dragon 2" soundtrack - mang tên "Into a fantasy."
Rybak tham gia vào chương trình "The Hit", một chương trình truyền hình trực tiếp trên Đài truyền hình Na Uy NRK vào ngày 10 tháng 10 năm 2014. Anh đã quyết định trình diễn ca khúc "What I Long For" - một sáng tác của Elisabet Mjanger.
Đầu năm 2015, Rybak tham gia vào chương trình truyền hình "Odin v Odin" (One to One) - phiên bản tiếng Nga của chương trình Gương mặt thân quen. Chương trình bao gồm 16 tập. Các nghệ sĩ tham gia bấm nút lựa chọn ngẫu nhiên một nghệ sĩ/ca sĩ họ sẽ hóa thân trong tập tiếp theo. Các nghệ sĩ sẽ nhận điểm từ ban giám khảo theo thang điểm từ 2 đến 12 và tặng cho 1 nghệ sĩ cùng tham gia 5 điểm vào cuối mỗi tập. 5 nghệ sĩ với số điểm cao nhất sẽ tham gia vào tập thứ 15 - chung kết.
Trong chương trình này, Rybak đã lần lượt hoá thân thành các nghệ sĩ: Elvis Presley, Dima Bilan, Eduard Anatolyevich Khil, Enrique Iglesias, Gloria Gaynor, Shura, Alexander Losev, Andrea Bocelli, Semyon Gorbunkov, Lyudmila Ryumina, Chris de Burgh, Rod Stewart, Conchita Wurst, Michael Bublé (chung kết).Vào tập thứ 14, anh đứng vị trí thứ 6. Tuy nhiên ban giám khảo đã đưa ra một quyết định ngoại lệ và cho phép Rybak vào vòng chung kết vì với tài năng của mình anh đã thực hiện rất xuất sắc các phần hóa thân dù là nghệ sĩ nước ngoài. Với sự bình chọn của khán giả Nga, Kazakhstan và Belarus Rybak đã giành vị trí thứ 2.
Vào đầu tháng 6, Rybak cho ra mắt một ca khúc tiếng Nga mới mang tên "Котик"/"Kotik" (tạm dịch: Mèo con). MV của ca khúc này được quay tại thủ đô Moskva, Nga và phát hành vào ngày 3 tháng 6 năm 2015.
Không lâu sau đó, Rybak ra mắt một bài hát tiếng Na Uy "Blant Fjell" (tạm dịch: Giữa núi rừng). Đây là bài hát đầu tiên từ audiobook (sách nói) mang tên "Trolle og den magiske fela" (Troll và cây vĩ cầm thần kì) của anh. Trọn bộ audiobook này sẽ được phát hành vào ngày 29 tháng 9 năm 2015.

### 2016–2017

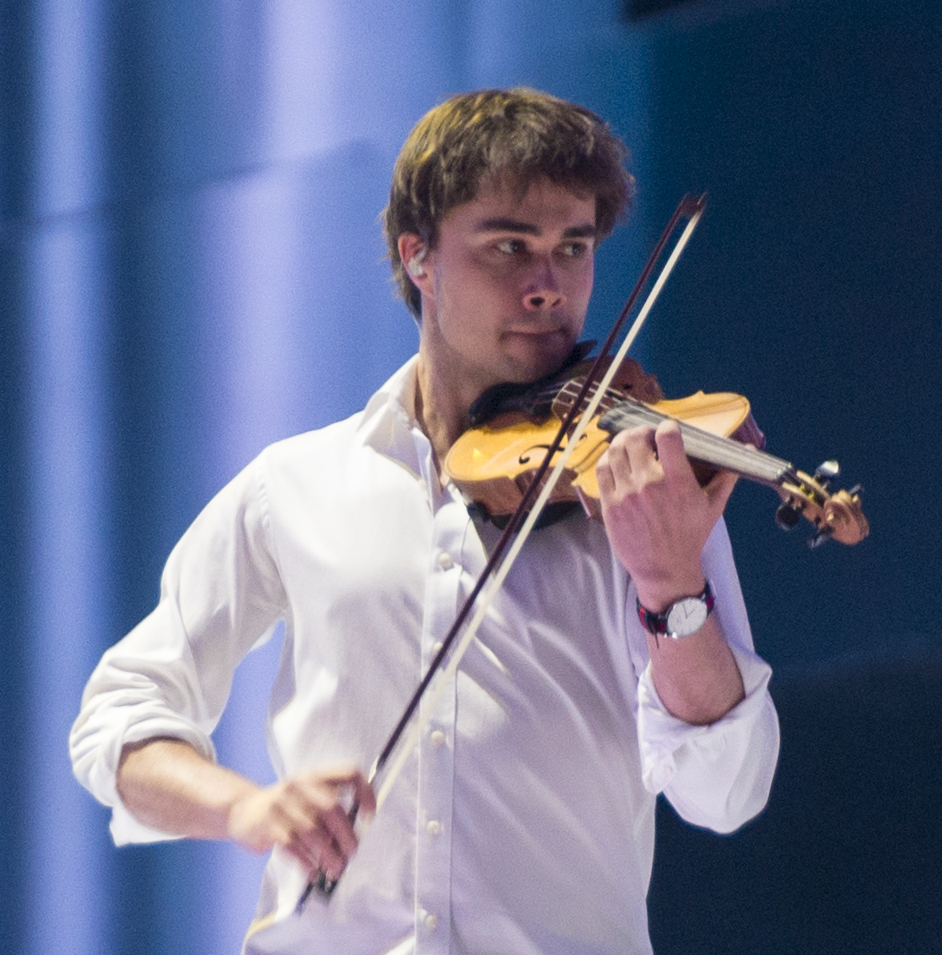
Rybak biểu diễn trong phần giữa giờ của Eurovision Song Contest 2016

### 2018: Eurovision

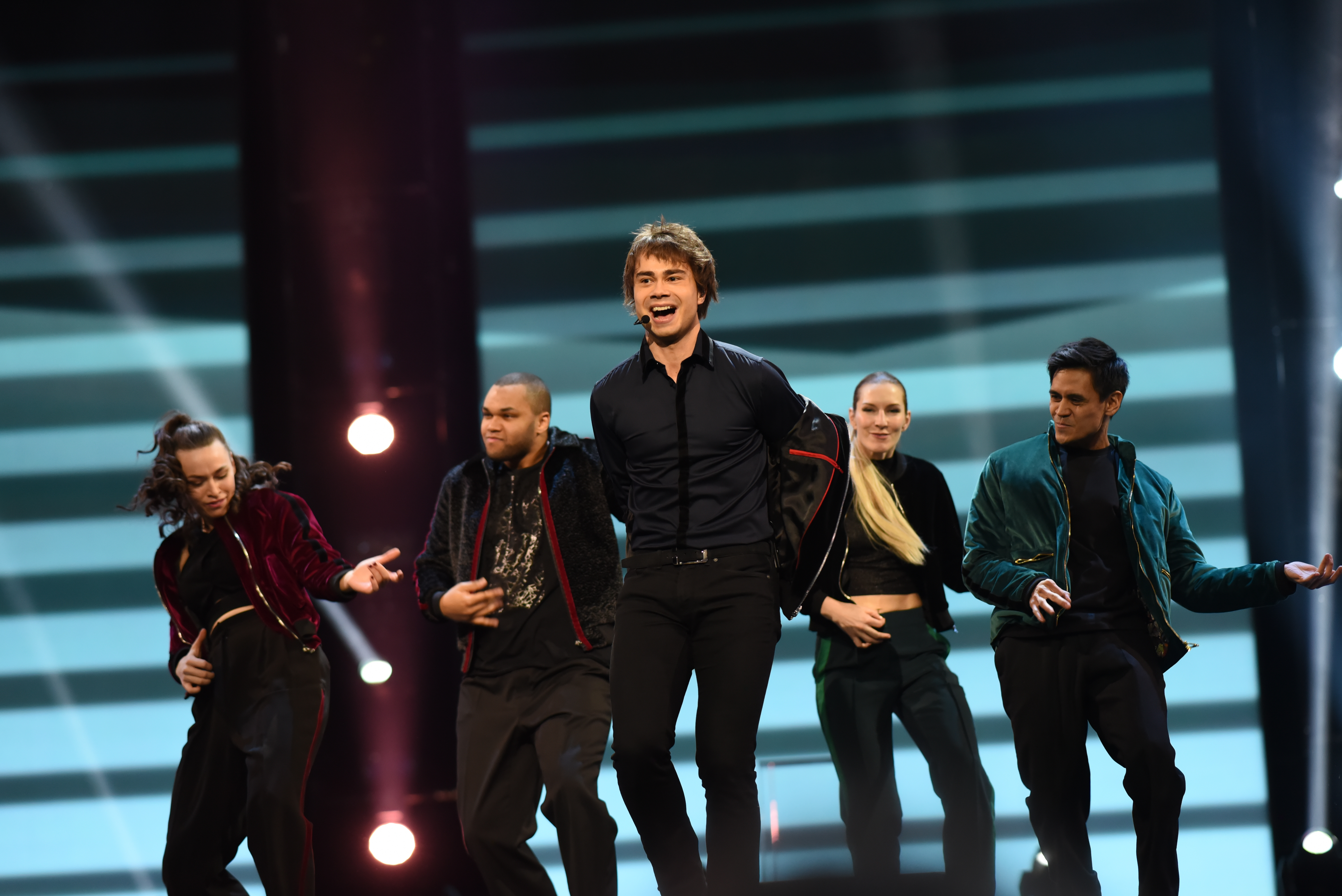
Rybak biểu diễn "That's How You Write A Song" trong chung kết Melodi Grand Prix 2018.

Anh tiếp tục đại diện Na Uy tham gia Cuộc thi ca khúc truyền hình châu Âu năm 2018 tại Lisbon,Bồ Đào Nha với bài hát "That's How You Write A Song". Bài hát ấy đứng thứ nhất bán kết 2 nhưng bị tụt hạng xuống xếp thứ 15 ở chung kết. Rybak là thí sinh Eurovision duy nhất cho tới nay về nhất hai lần bán kết.

### 2019–nay
Vào tháng 8 năm 2020, Rybak thông báo rằng anh đã nhập học vào Cao đẳng Columbia Chicago để lấy bằng MFA về sáng tác nhạc phim. Anh càng củng cố mối quan tâm của mình vào sáng tác nhạc phim sau sự phản hồi tích cực của "Into A Fantasy" - bài hát trong phần kết phim Bí kíp luyện rồng 2 do anh sáng tác. Kubilay Uner, giám đốc chương trình MFA sáng tác nhạc phim, đã thuyết phục anh theo học tại trường ấy. Anh tốt nghiệp trường Columbia vào tháng 7 năm 2022.

## Danh sách đĩa nhạc
- Fairytales (2009)
- No Boundaries (2010)
- Visa vid vindens ängar (2011)
- Christmas Tales (2012)
- Trolle og den magiske fela (2015)

## Điện ảnh
| Năm  | Tên phim                                        | Vai diễn   | Chú thích                                             |
| ---- | ----------------------------------------------- | ---------- | ----------------------------------------------------- |
| 2009 | Fairytale – The Movie                           | Chính mình | Phim tài liệu về Rybak sau chiến thắng tại Eurovision |
| 2009 | Some Sunny Night - Live in Lillesand            | Ketil Moe  | Nhạc kịch                                             |
| 2010 | Yohan - Cậu bé lang thang                       | Levi       | Phim                                                  |
| 2010 | Bí kíp luyện rồng                               | Hiccup     | Phim hoạt hình (lồng tiếng phiên bản tiếng Na Uy)     |
| 2014 | Bí kíp luyện rồng 2                             | Hiccup     | Phim hoạt hình (lồng tiếng phiên bản tiếng Na Uy)     |
| 2019 | Bí kíp luyện rồng: Vùng đất bí ẩn               | Hiccup     | Phim hoạt hình (lồng tiếng phiên bản tiếng Na Uy)     |
| 2020 | Eurovision Song Contest: The Story of Fire Saga | Chính mình | Phim                                                  |

## Các giải thưởng
- Giải thưởng "Sparre Olsen - cuộc thi cho các nghệ sĩ nhạc cổ điển trẻ", năm 2000 và 2011.
- Giải thưởng "Anders Jahres Culture-Award" năm 2004.
- Quán quân chương trình tìm kiếm tài năng "Kjempesjansen" năm 2006.
- Giải thưởng "Hedda-Award" cho "Nghệ sĩ mới của năm trong làng nhạc kịch Na Uy" năm 2007 cho vai chính trong vở "Fiddler on the Roof" tại Oslo Nye Teater.
- Quán quân "Norwegian Melodi Grand Prix" năm 2009 với số điểm cao nhất trong lịch sử cuộc thi.
- Quán quân "Eurovision Song Contest" năm 2009 với số điểm cao nhất trong lịch sử cuộc thi.
- Giải thưởng "Australian Radio Listeners Award" cho hạng mục "Nghệ sĩ châu Âu" năm 2009.
- Giải thưởng "Marcel Bezencon Press Award" tại Eurovision 2009.
- Giải thưởng Grammy của Nga cho hạng mục "Nghệ sĩ mới của năm" năm 2010.
- Giải thưởng Grammy của Na Uy (Spellemann) cho hạng mục "Spellemann của năm" năm 2010.
- Giải thưởng "International Russian Name Award" ở Moscow năm 2011.
- Giải thưởng "Công dân của năm". Belarus 2013
- Giải thưởng của ESCNews.org "Track of the Year" (Ca khúc của năm). Bình chọn bởi khán giả của ESCNews.org trong năm 2013.[25]
- Giải thưởng Eurovision On Top năm 2014- Bảng xếp hạng các ca khúc của các nghệ sĩ đã tham gia Eurovision Song Contest với ca khúc "Into A Fantasy" - trong soundtrack của "Bí kíp luyện rồng 2".